# NGC 5875A
NGC 5875A је спирална галаксија у сазвежђу Волар која се налази на NGC листи објеката дубоког неба.
Деклинација објекта је + 52° 17' 46" а ректасцензија 15h 8m 33,5s. Привидна величина (магнитуда) објекта NGC 5875 износи 13,3 а фотографска магнитуда 14,2. NGC 5875A је још познат и под ознакама UGC 9741, MCG 9-25-26, CGCG 274-23, PGC 54061.